# WR 142
WR 142 là sao Wolf-Rayet trong chòm sao Cygnus, một ngôi sao cực kỳ hiếm trên trình tự oxy WO.

## Tính năng
WR 142 thường được giả định là một thành viên của cluster mở Berkeley 87, có khoảng cách từ Sun không được biết đến nhiều nhưng được cho là khoảng 1,23 kilo parsec s (4.000 ánh sáng-năm s). Như với cụm nhà của nó ánh sáng của nó là rất liên sao đỏ, đỏ và dập tắt bởi bụi giữa các vì sao.
Ngôi sao này, của quang phổ phân loại WO2, là một trong rất ít các sao Wolf-Rayet chuỗi oxy được biết đến, chỉ có bốn trong Dải Ngân hà thiên hà và năm trong thiên hà bên ngoài. Nó cũng là một trong những phổ biến nhất được biết đến với nhiệt độ bề mặt 200.000 K. Mô hình bầu không khí cho độ sáng xung quanh 245,000  L☉, trong khi tính toán từ độ sáng và khoảng cách cho độ sáng 500,000 L☉ trở lên. Nó là một ngôi sao dày đặc rất nhỏ, với bán kính 40% Mặt trời nhưng khối lượng lớn hơn 20 lần. Rất mạnh gió sao s, với vận tốc thiết bị đầu cuối là 5.000 km / giây khiến WR 142 mất / năm. Để so sánh, Mặt trời [[Năng lượng gió mặt trời] mất]] khối lượng mặt trời mỗi năm do gió mặt trời của nó, ít hơn vài trăm triệu lần so với WR 142.
Phát hiện X-Ray cứng đã được phát hiện từ ngôi sao này với sự trợ giúp của kính viễn vọng không gian Chandra, được cho là do sự hiện diện của đồng hành, [[[Sao chuỗi chính loại B]] nằm ở khoảng cách 1 AU từ WR 142. Không có dấu hiệu nào khác của đồng hành và các lý do khác cho tia X độ sáng được xem là có khả năng hơn.

## Trạng thái tiến hóa
Sao WO Wolf-Rayet là giai đoạn tiến hóa cuối cùng của các ngôi sao lớn nhất trước khi bùng nổ như siêu tân tinh e, có thể với tia gamma (GRB). Thuộc tính cơ bản của lõi-sụp đổ Siêu tân tinh và GRB progenitors: Dự đoán cái nhìn của các ngôi sao lớn trước khi chết | tạp chí = Thiên văn học & Vật lý thiên văn. Rất có khả năng WR 142 đang ở giai đoạn cuối cùng của phản ứng hạt nhân, gần hoặc sau khi kết thúc quá trình đốt cháy Heli. Sự tiến hóa của các ngôi sao lớn và phổ của chúng I. Một ngôi sao 60 Msun không quay từ trình tự chính yếu đến độ tuổi trước siêu tân tinh. Người ta ước tính sẽ phát nổ như một siêu tân tinh trong khoảng 2.000 năm. Khối lượng và quay nhanh làm cho GRB có khả năng.